# Pinkamindszent
Pinkamindszent là một thị trấn thuộc hạt Vas, Hungary. Thị trấn này có diện tích 11,01 km², dân số năm 2010 là 161 người, mật độ 15 người/km².